# Clase Bronstein
Las fragatas clase Bronstein eran buques de guerra de la Armada de los Estados Unidos, establecidos originalmente como escoltas oceánicas (anteriormente llamados destructores de escolta).

## Historia
El barco líder de la clase fue Bronstein, establecido el 16 de mayo de 1961 y comisionado el 15 de junio de 1963, en Avondale Shipyards, Louisiana. Un segundo y último barco, el USS McCloy, se construyó en paralelo con el Bronstein.
Todas fueron redesignadas como fragatas el 30 de junio de 1975, en la reclasificación de barcos de la Armada de los Estados Unidos del mismo año, y la designación de su casco cambió de DE a FF

## Características
Esta clase comprendía la segunda generación de escoltas de destructores posteriores a la Segunda Guerra Mundial. Estos barcos pueden considerarse buques de desarrollo, ya que se instalaron muchos sistemas nuevos para probar su uso futuro, como un nuevo diseño de casco, un sistema de sonda AN/SQS-26 AX más grande montado en la proa y armamento antisubmarino (ASW). Esta clase fue un nuevo diseño desde la quilla hacia arriba, incorporando las mejoras de FRAM, y fue diseñada específicamente para operar el helicóptero teledirigido DASH. Posteriormente, el sonar se actualizó al AN/SQS-26AX(R).
El peso superior del nuevo equipo ASW y el gran sonar montado en la proa hicieron que las fragatas Bronstein fueran demasiado lentas para operar con las fuerzas especiales de ASW para las que habían sido diseñadas. Por lo tanto, la Marina de los EE. UU. decidió no adquirir más barcos de esta clase. Las últimas fragatas de la clase García recibieron una batería de energía más grande y una mayor velocidad.

## Unidades
- USS Bronstein (FF-1037) (1963-1990) Vendido a México como Hermenegildo Galeana (E-42) y renombrado como ARM Galeana (F-202)
- USS McCloy (FF-1038) (1963-1990) Vendido a México como Nicolás Bravo (E-40) y renombrado como Nicolás Bravo (F201)